# Аристион Атински
Аристион ( грч. Αριστιων; ум. 1. марта 86. п. н. е. у Атини) је био филозоф који је постао тиранин Атине од 88. п. н. е. док није умро 86. п. н. е. Аристион је удружио снаге са понтским краљем Митридатом VI  против грчких господара, Римљана, борећи се заједно са понтским снагама током Првог Митридатовог рата, али без успеха. 1. марта 86. п. н. е., после дуге и разорне опсаде, Атину је заузео римски генерал Луције Корнелије Сула, који је наредио погубљење Аристиона.

## Живот
Рани живот Аристиона сачувао је делимично у радовима Поседјонија. Посејдоније га назива Атенион и убраја га у перипатетичке филозофе, док га други, Паусанија, Апијан и Плутарх, називају Аристион, а Апијан епикурејским филозофом. Не постоји универзално прихваћено решење за ову забуну, а могуће је да су два одвојена тиранина држала власт у Атини у низу током Првог Митридатовог рата, чије су животе касније помешали. Ово је најчешће прихваћено објашњење за конфузију између ове две фигуре. Атенион је вероватно био атински грађанин и перипатетички филозоф изабран за генерала хоплита 88. п. н. е. Аристион је колега перипатетички филозоф који је преузео владавину атинске владе у ц. 88. п. н. е..
Аристион је био ванбрачни син перипатетичког филозофа у чију је партију наследио, па је постао атински грађанин. Рано се оженио и истовремено почео да предаје филозофију, што је са великим успехом радио у Месини и Лариси. По повратку у Атину са приличним богатством, именован је за амбасадора код Митридата, краља Понта. У рату са Римом, постао је један од његових најинтимнијих пријатеља и саветника. Његова писма Атини су представљала моћ Митридата у таквим блиставим бојама да су његови сународници почели да се надају да ће одбацити римску власт. Митридат га је затим послао у Атину око 88. п. н. е., где је убрзо, уз краљево покровитељство, успео да преузме тиранију. Чини се да је његова влада била најокрутнијег карактера, па о томе Плутарх говори са ужасом и сврстава га са Набисом и Катилином. Послао је Апеликона из Теоса да опљачка свету ризницу Делоса, иако Апијан каже да је то за њега већ учинио Митридат и додаје да је управо новцем који је проистекао из ове пљачке Аристиону омогућено да добије врховни снага. У међувремену, Сула се искрцао у Грчкој и одмах опседао Атину и Пиреј, који је заузео Архелај, Митридатов генерал. Страдања у граду од глади била су толико страшна да је пријављен канибализам. На крају, Атина је заузета на јуриш, а Сула је наредио да се не штеде ни година ни пол. Аристион је побегао на Акропољ, пошто је прво спалио Одеон, у случају да Сула користи дрвенарију за овнове и друге инструменте за напад. Акропољ је, међутим, убрзо заузет, а Аристион је одвучен на погубљење са Атининог олтара и отрован. Паусанија приписује непријатну болест која је касније убила Сулу као божанску освету за ово безбожништво.